# Lista de dinossauros da Índia e Madagascar

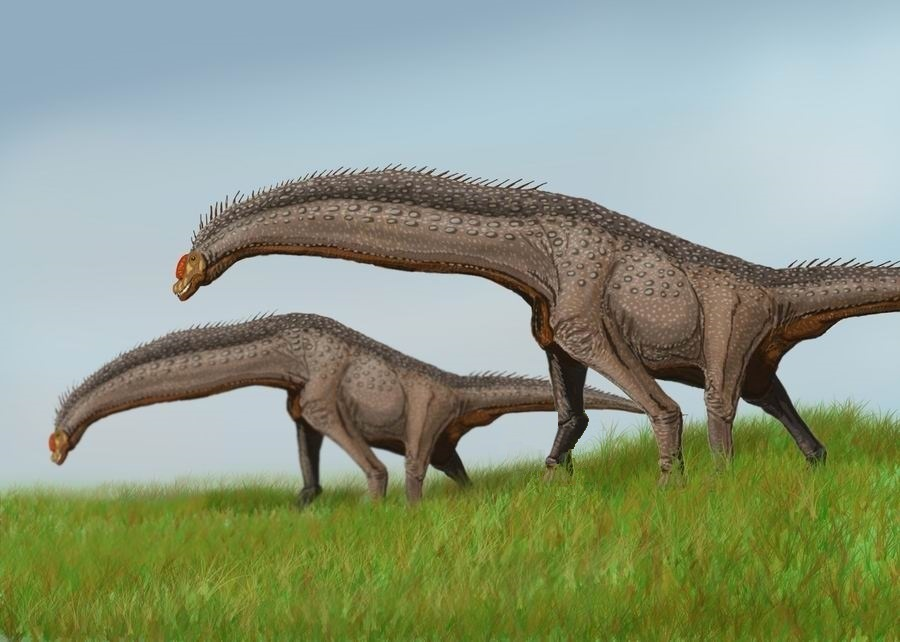
Isisaurus

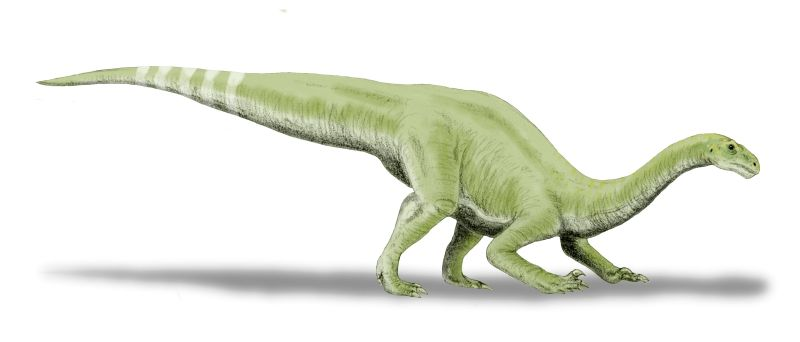
Lamplughsaura

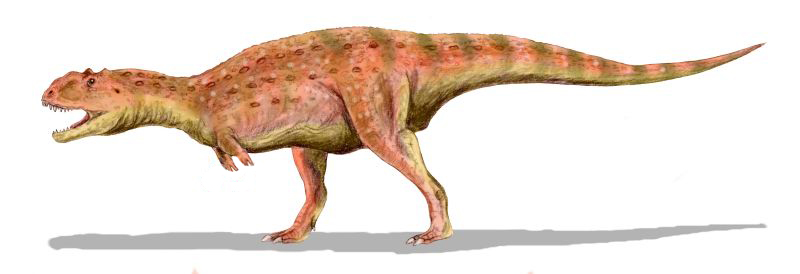
Majungasaurus

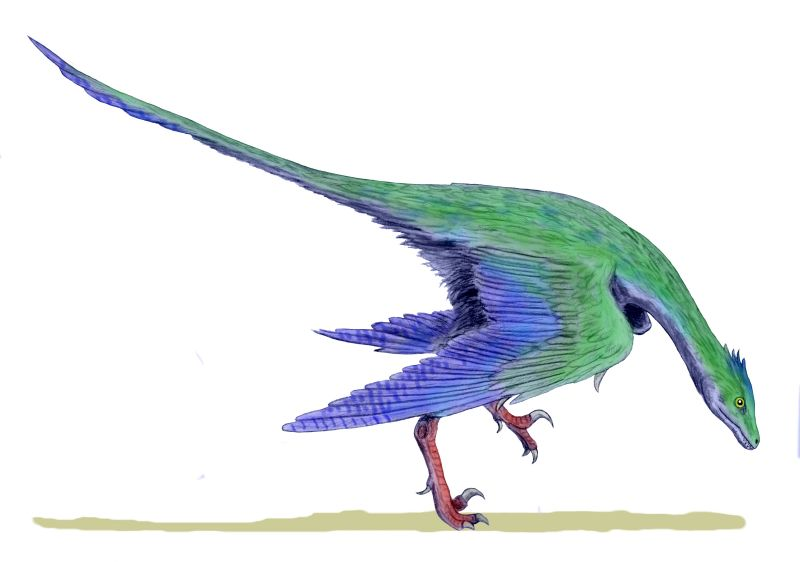
Rahonavis

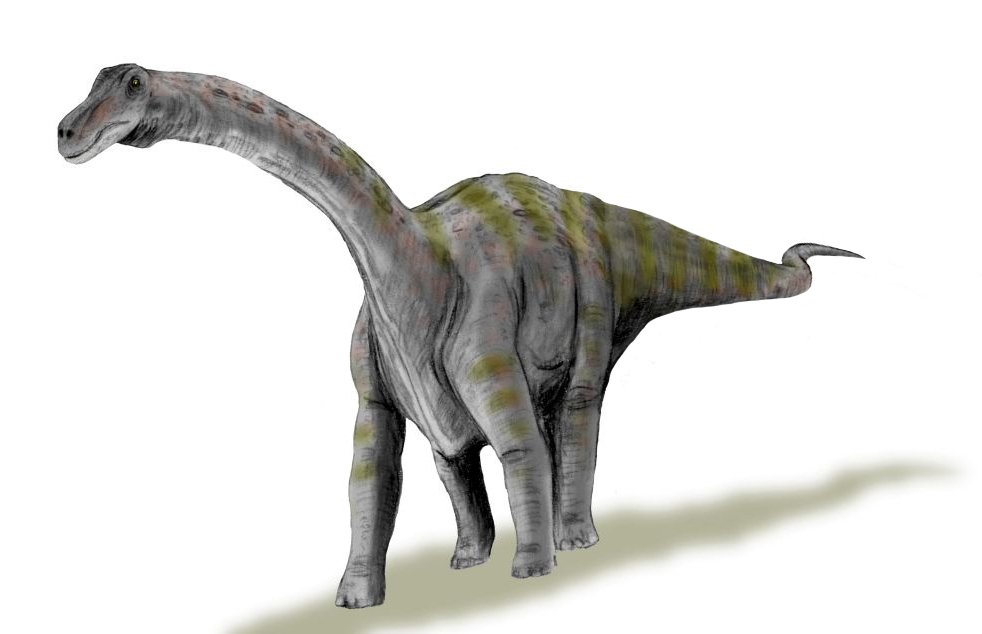
Rapetosaurus

Esta é uma lista de dinossauros cujos restos foram recuperados na Índia e Madagascar. Embora amplamente separados hoje, Índia e Madagascar estavam ligados em grande parte do Mesozoico e compartilhado faunas de dinossauros semelhantes, distintos do que foi encontrado em outras massas de terra na África e da Ásia modernos.

## Lista de dinossauros da Índia e Madagascar
| Nome               | Período        | Localização | Dieta[1]       | Notas     |
| ------------------ | -------------- | ----------- | -------------- | --------- |
| Alwalkeria         | Triássico      | Índia       | onívoro        | —         |
| Archaeodontosaurus | Jurássico      | Madagascar  | herbívoro      | —         |
| Barapasaurus       | Jurássico      | Índia       | herbívoro      | —         |
| Brachypodosaurus   | Cretáceo       | Índia       | herbívoro      | —         |
| Bruhathkayosaurus  | Cretáceo       | Índia       | herbívoro      | —         |
| Coeluroides        | Cretáceo       | Índia       | carnívoro      | —         |
| Compsosuchus       | Cretáceo       | Índia       | carnívoro      | —         |
| Dandakosaurus      | Jurássico      | Índia       | carnívoro      | —         |
| Dahalokely         | Cretáceo       | Madagascar  | carnívoro      | -         |
| Dryptosauroides    | Cretáceo       | Índia       | carnívoro      | —         |
| Indosaurus         | Cretáceo       | Índia       | carnívoro      | —         |
| Indosuchus         | Cretáceo       | Índia       | carnívoro      | —         |
| Isisaurus          | Cretáceo       | Índia       | herbívoro      | —         |
| Jainosaurus        | Cretáceo       | Índia       | herbívoro      | —         |
| Jaklapallisaurus   | Triássico      | Índia       | onívoro        | —         |
| Jubbulpuria        | Cretáceo       | Índia       | carnívoro      | —         |
| Kotasaurus         | Jurássico      | Índia       | herbívoro      | —         |
| Laevisuchus        | Cretáceo       | Índia       | carnívoro      | —         |
| Lametasaurus       | (desconhecido) | Índia       | (desconhecido) | (quimera) |
| Lamplughsaura      | Jurássico      | Índia       | herbívoro      | —         |
| Lapparentosaurus   | Jurássico      | Madagascar  | herbívoro      | —         |
| Majungasaurus      | Cretáceo       | Madagascar  | carnívoro      | —         |
| Masiakasaurus      | Cretáceo       | Madagascar  | carnívoro      | —         |
| Nambalia           | Triássico      | Índia       | onívoro        | —         |
| Ornithomimoides    | Cretáceo       | Índia       | carnívoro      | —         |
| Orthogoniosaurus   | Cretáceo       | Índia       | carnívoro      | —         |
| Pradhania          | Jurássico      | Índia       | herbívoro (?)  | —         |
| Rahonavis          | Cretáceo       | Madagascar  | carnívoro      | —         |
| Rahiolisaurus      | Cretáceo       | Índia       | carnívoro      | —         |
| Rajasaurus         | Cretáceo       | Índia       | carnívoro      | —         |
| Rapetosaurus       | Cretáceo       | Madagascar  | herbívoro      | —         |
| Titanosaurus       | Cretáceo       | Índia       | herbívoro      | —         |

## Legenda
| Nomen dubium |
| Inválido     |
| Nomen nudum  |

## Cronologia
Esta é uma linha do tempo dos dinossauros selecionados da lista acima. O tempo é medido em milhões de anos atrás ao longo do eixo-x.

## Critérios para inclusão
- A criatura deve aparecer na lista de dinossauros.
- Fósseis da criatura devem ser encontrados na Índia ou Madagascar.
- Esta lista é um complemento da Categoria:Dinossauros da Índia e Madagascar.